# Qäwrighulcultuur
De Qäwrighulcultuur (naar de begraafplaats van Qäwrighul, ook wel 古墓溝Gumugou genoemd in het Chinees) in het Tarimbekken is een archeologische cultuur uit de late bronstijd die bloeide langs de Kongque-rivier in Xinjiang vanaf ca. 2100 tot 1500 v.Chr. Het is een van de culturen van de Tarim-mummies, en wordt beschouwd als verwandt aan de Xiaohecultuur, met zijn Xiaohe-begraafplaats iets naar het zuiden. 

## Kenmerken
De Qäwrighulcultuur staat vooral bekend om zijn begraafplaatsen. Het wordt beschouwd als de oudste begraafplaats van Tarim-mummies, en gaat terug tot 2135–1939 v.Chr. in de onderste lagen. De best onderzochtte hiervan zijn de begraafplaatsen van Qäwrighul zelf, waar minstens 42 graven zijn blootgelegd. 
De Qäwrighul-graven zijn verdeeld in twee typen:
- Het eerste type Qäwrighul-graf wordt gekenmerkt door schachtgraven. Deze omvatten bewijs van houten planken. Soms werden houten palen aan de westelijke en oostelijke uiteinden van de kamer geplaatst. De overledenen in deze graven werden in uitgestrekte positie begraven met hun hoofd naar het oosten. Ze droegen vilten hoeden en waren in wollen stoffen gewikkeld. Op hun borst zijn twijgen van ephedra ontdekt. Grafgiften in deze graven omvatten benen ornamenten, geweipriemen, houten vaatwerk, stenen werktuigen en schalen. Hoewel er sporen van metaal, zowel koper als brons, zijn ontdekt, is er geen aardewerk gevonden. Het fysieke type van deze begrafenissen is verbonden met die van de vroegere Afanasjevocultuur.
- Het tweede type werd gekenmerkt door schachtgraven omgeven door concentrische cirkels van palen. Andere palen stralen uit en vormen wat lijkt op zonnesymbolen. Deze begrafenissen zijn uitsluitend voorbehouden aan mannen. De vormen van paalcirkels zijn vergeleken met de steencirkels die kenmerkend zijn voor de Andronovocultuur. Het fysieke type van deze begrafenissen is ook vergelijkbaar met die van de Andronovocultuur.

De verschillen tussen de twee soorten Qäwrighul-graven zijn op verschillende manieren geïnterpreteerd. Sommigen hebben uitgelegd dat ze behoren tot mensen met een verschillende status die tot dezelfde cultuur behoren, terwijl anderen hebben uitgelegd dat ze behoren tot chronologisch gescheiden culturen die tot verschillende bevolkingsgroepen behoren. 
Het behoud van de lichamen varieert van slecht tot zeer goed bewaarde mummies. Dit is een gevolg van de droge zandomstandigheden in het gebied. 
Uit de beperkte overblijfselen van de Qäwrighulcultuur blijkt dat hun economie tarwe, schapen, geiten en paarden omvatte. Er zijn ook resten van herten en vissen gevonden. 
Volgens Mallory & Adams (1997) zijn de overblijfselen van de Qäwrighulcultuur Europide. Dit zou het vroegste bewijs is voor de aanwezigheid van Europide populaties in het Tarimbekken. De begrafenissen in schachtgraven, omzoomd met steen of hout, en omgeven door omheiningen, en de aanwezigheid van offerplaatsen die verband houden met de hoofden en benen van paarden, lijken opvallend veel op de graven van culturen die verder naar het westen op de Euraziatische steppe liggen. Het fysieke type van het Qäwrighul-volk is vergelijkbaar met dat van mensen uit de vroegere Afanasjevocultuur en mensen uit de gelijktijdige Andronovocultuur. Op basis hiervan wordt de Qäwrighulcultuur beschouwd als een mogelijke kandidaat als voorouder van de Tocharen. 
Een herziene craniometrische analyse door Hemphill & Mallory (2004) van de vroege Tarim-mummies slaagde er niet in om nauwe affiniteiten met westelijke populaties aan te tonen, maar suggereerde dat ze hun eigen cluster vormden, los van de aan Europa gerelateerde steppe-veehouders van de Andronovo- en Afanasjevo-culturen, of de inwoners van de Centraal-Aziatische BMAC-cultuur. Autosomaal genetisch bewijs suggereerde dat de vroegste Tarim-mensen voortkwamen uit een lokale bevolking van voornamelijk Oud Noord-Euraziatische afkomst met een aanzienlijke Noordoost-Aziatische vermenging. 

### Overdracht van bronstechnologie
Archeologische vondsten op de Gumugou-begraafplaats hebben de theorie van de overdracht van bronstechnologie versterkt door contacten tussen de Afanasjevocultuur en Xinjiang, met verdere overdracht naar de Gansu-regio in het noordwesten van China (Majiayaocultuur en Qijiacultuur). 